# Fred Ott's Sneeze
Fred Ott's Sneeze, conosciuto anche come Edison Kinetoscopic Record of a Sneeze e The Sneeze, è un cortometraggio documentario sperimentale di soli 5 secondi che fu realizzato nel 1894 da William Kennedy Laurie Dickson, un fotografo e inventore scozzese assistente di Thomas Edison.
Il protagonista è Fred Ott, un impiegato dipendente di Edison noto tra i colleghi per i suoi starnuti comici e altre gag.
Il cortometraggio è riconosciuto come il primo film protetto da copyright negli Stati Uniti d'America di cui si abbia traccia. Nel 2015 è stato selezionato per la conservazione nel National Film Registry della Biblioteca del Congresso in quanto "culturalmente, storicamente o esteticamente significativo".

## Trama
Nei 5 secondi si vede Fred Ott inquadrato a mezzo busto che, con in mano un fazzoletto, inspira una presa di tabacco e starnutisce.
Barnet Phillips scrisse nell'Harper's Weekly, «Il kinematografo Edison offre la registrazione di uno starnuto dall'iniziale assunzione di una presa di tabacco alla ripresa.» Phillips ha infatti analizzato nel suo articolo, grazie alla possibilità offerta dal filmato di cogliere le singole fasi dell'azione di Fred Ott, le 10 fasi da lui riscontrate nello starnuto (della durata di 2 secondi), ognuna identificata in un singolo fotogramma: l'innesco, la sensazione nascente, la prima smorfia, l'aspettativa, la premeditazione, la preparazione, la beatitudine, l'oblio, l'esplosione ed il recupero.

## Produzione
Come riferiscono la Biblioteca del Congresso e lo storico della cinematografia Hendricks Gordon, il film nacque da un'idea di Barnet Phillips, un giornalista dell'Harper's Weekly, che propose ad Edison di scrivere un articolo sul kinetoscopio con allegata la registrazione di uno starnuto. Edison disse di accettare volentieri l'offerta, ma due mesi dopo non aveva ancora realizzato la registrazione, e chiese quindi al collega Dickson di girare un cortometraggio intitolato Sneeze.  Questo venne registrato nello studio della Edison Manufactoring Company Black Maria a West Orange, nel New Jersey, tra il 2 ed il 7 gennaio 1894.

## Copyright
Il 9 gennaio 1894 per ottenere il copyright il filmato venne presentato alla Biblioteca del Congresso come paper print (una sequenza fotografica in positivo di tutti i singoli fotogrammi della pellicola) e non come pellicola in cellulosa. Non sarebbe stato però proprio il primo filmato protetto da copyright: pare infatti che Dickson avesse fatto lo stesso per diversi altri cortometraggi nei mesi precedenti.
Dato che il film è stato prodotto prima del 1923, il suo copyright è scaduto ed è distribuibile liberamente. Una copia digitale è oggi conservata dalla Biblioteca del Congresso e può essere vista sul sito American Memory.

## Distribuzione
L'articolo di Phillips, La registrazione di uno starnuto, apparve il 24 marzo 1894 sull'Harper's Weekly, accompagnato dalla riproduzione del filmato diviso in fotogrammi. L'articolo elogiava il kinematografo ed il filmato, sebbene nella proposta originaria di Phillips non fosse stato richiesto come protagonista un personaggio rubicondo e baffuto come Fred Ott, ma un giovane di bell'aspetto o una donna.
Il filmato poteva essere visto attraverso un kinetoscopio a 16 fotogrammi per secondo, per un totale di 81 fotogrammi, come registrato dalla Biblioteca del Congresso, o 40 secondo Gordon Hendricks.
Quando il Kinetoscopio Edison mostrava le immagini, queste venivano accompagnate da un fonografo che riproduceva il suono onomatopeico di uno starnuto, creando un'illusione così realistica che, secondo il settimanale Harper's Magazine, gli spettatori rispondevano involontariamente «Salute!» (in inglese «Bless you!»).
Il 22 febbraio 2005 il cortometraggio fu incluso nella raccolta DVD Edison: The Invention of the Movies (uscita solo nell'America del Nord).